# Rabenturm Wiener Neustadt

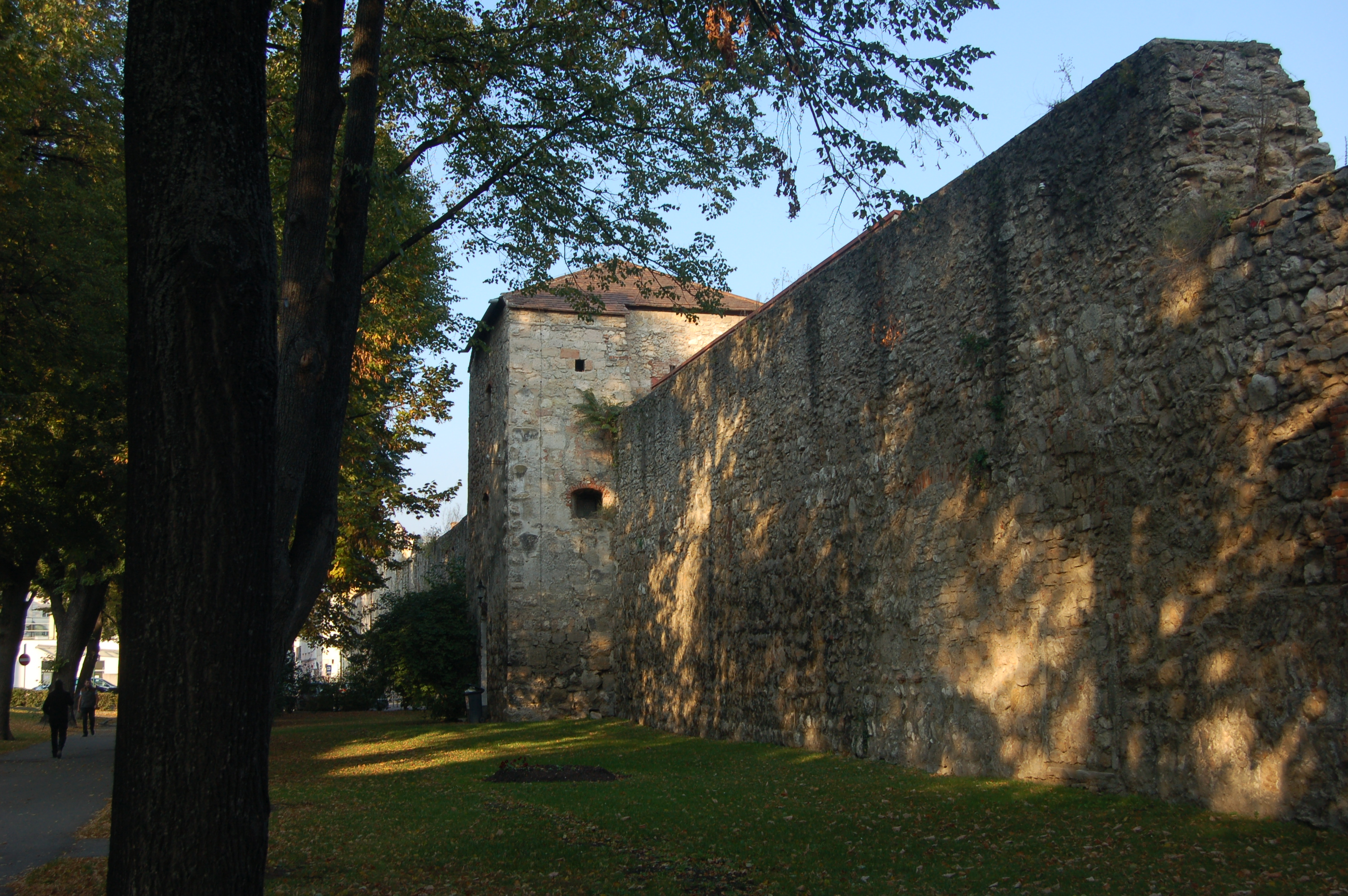
Der Rabenturm in der Stadtbefestigung

Der Rabenturm steht in der Beethovengasse 17 in der Stadtgemeinde Wiener Neustadt in Niederösterreich. Der ehemalige Wehrturm der Stadtbefestigung Wiener Neustadt und die seitlichen Mauern der Weststadtmauer stehen unter Denkmalschutz (Listeneintrag).
Der Turmbau wird von der Mittelschülerverbindung Burschenschaft Germania zu Wiener Neustadt als Bude verwendet.

## Architektur
Der Rabenturm ist ein sogenannter Zwischenturm der westlichen Stadtmauer, zwischen dem völlig demolierten Fischauer-Tor/Neutor am Eingang zur Herzog-Leopold-Straße und dem südlichen Eckturm, später ausgebaut zu den Kasematten Wiener Neustadt.
Der dreigeschoßige Zwischenturm, aus Bruchsteinen und Ziegeln errichtet, zeigt an den Ecken Bossenquader. Die Stadtmauer zeigt nördlich des Turmes Biforenfenster aus dem frühen 13. Jahrhundert.